# دریاچه مصنوعی تولیدو بند
دریاچه مصنوعی تولدو بند (به انگلیسی: Toledo Bend Reservoir) یکی از دریاچه‌های آب شیرین واقع در تگزاس است.